# Cámara de Senadores

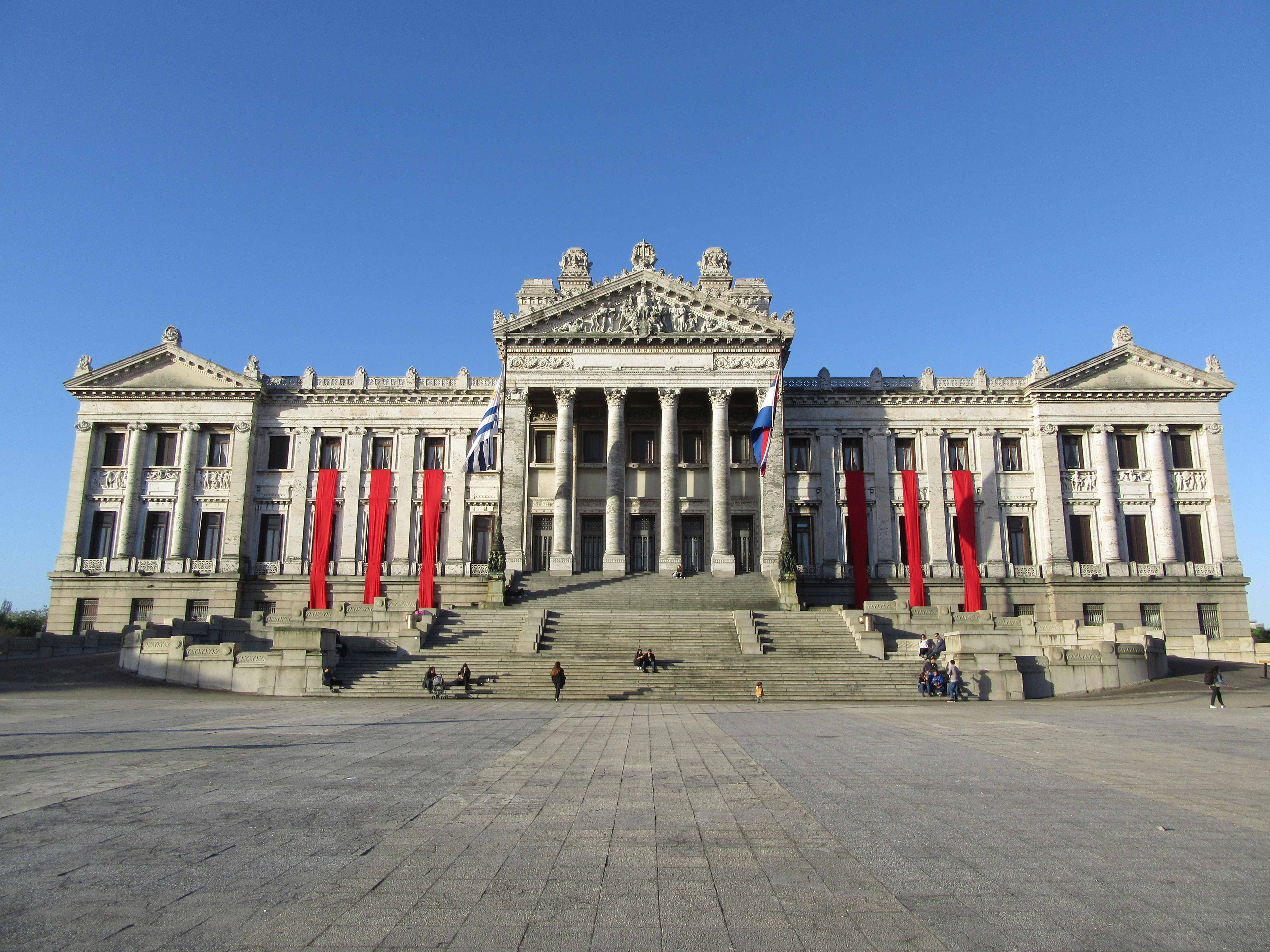
Palacio Legislativo

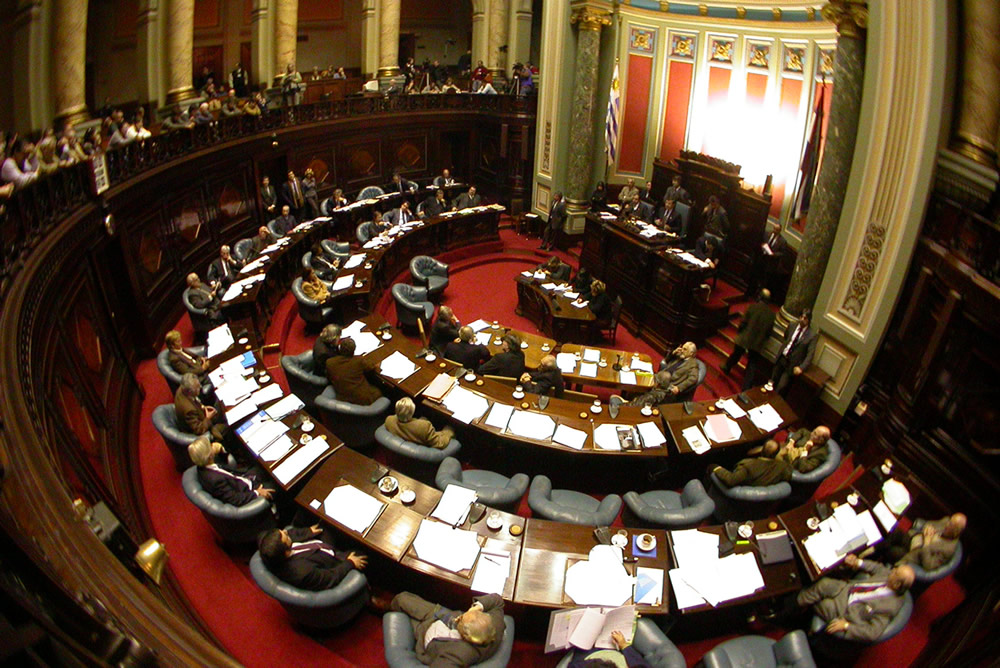
Der Senat

Die Cámara de Senadores (Senat) ist das Oberhaus der Generalversammlung von Uruguay im politischen Zweikammersystem Uruguays.
Der Senat bildet gemeinsam mit der Cámara de Representantes die gesetzgebende Gewalt des Landes. Er hat seinen Sitz im Palacio Legislativo in der Hauptstadt Montevideo. Zusammengesetzt ist er aus 30 im Rahmen einer Verhältniswahl in den jeweiligen Wahlkreisen direkt vom Volk gewählten Vertretern.
In der vom 15. Februar 2015 bis zum 15. Februar 2020 währenden 48. Legislaturperiode sind dies infolge der Wahlen vom 25. Oktober 2014 15 Mitglieder des Frente Amplio, 10 des Partido Nacional, vier des Partido Colorado und einer des Partido Independiente. Die Senatspräsidentschaft hat in der 48. Legislaturperiode Danilo Astori inne.

## Liste der bisherigen Senatspräsidenten
| Zeitraum  | Name                              | Partei        |
| --------- | --------------------------------- | ------------- |
| 1830–1833 | Luis Eduardo Pérez                |               |
| 1834      | Gabriel Antonio Pereira           |               |
| 1834–1835 | Carlos Anaya                      |               |
| 1836      | Gabriel Antonio Pereira           | Colorado      |
| 1837–1838 | Carlos Anaya                      | Colorado      |
| 1839      | Gabriel Antonio Pereira           | Colorado      |
| 1840      | Luis Eduardo Pérez                | Colorado      |
| 1841–1843 | Joaquín Suárez                    | Colorado      |
| 1844–1851 | vakant (Guerra Grande)            |               |
| 1852      | Bernardo Prudencio Berro          | Blanco        |
| 1853      | Francisco Solano Antuña           | Colorado      |
| 1854      | Alejandro Chucarro                | Colorado      |
| 1855      | Manuel Basilio Bustamante         | Colorado      |
| 1856      | José María Plá                    | Colorado      |
| 1857      | Florentino Castellanos            | Colorado      |
| 1858–1859 | Bernardo Prudencio Berro          | Blanco        |
| 1860–1862 | Florentino Castellanos            | Colorado      |
| 1863      | Eduardo Acevedo                   | Blanco        |
| 1864      | Atanasio Cruz Aguirre             | Blanco        |
| 1865      | Tomás Villalba                    | Blanco        |
| 1866–1867 | vakant (Diktatur)                 |               |
| 1868      | Pedro Varela                      | Colorado      |
| 1869      | Alejandro Chucarro                | Colorado      |
| 1870      | Francisco Antonio Vidal           | Colorado      |
| 1871–1872 | Tomás Gomensoro                   | Colorado      |
| 1873      | Pedro Varela                      | Colorado      |
| 1874      | Juan Domingo Piñeiro              | Colorado      |
| 1875      | Pedro Carve                       | Colorado      |
| 1876      | Carlos de Castro                  | Colorado      |
| 1877–1878 | vakant                            |               |
| 1879      | Francisco Antonio Vidal           | Colorado      |
| 1880–1881 | Alejandro Chucarro                | Colorado      |
| 1882      | Alberto Flangini                  | Colorado      |
| 1883–1884 | Miguel González Rodríguez         | Colorado      |
| 1885      | Pedro Carve                       | Colorado      |
| 1886      | Javier Laviña                     | Colorado      |
| 1886      | Máximo Santos                     | Colorado      |
| 1887–1889 | Fernando Torres                   | Colorado      |
| 1890      | Agustín de Castro                 | Colorado      |
| 1891      | Duncan Stewart                    | Colorado      |
| 1892–1893 | Tomás Gomensoro                   | Colorado      |
| 1894      | Duncan Stewart                    | Colorado      |
| 1895–1896 | Eduardo Chucarro                  | Colorado      |
| 1897      | Juan Lindolfo Cuestas             | Colorado      |
| 1898      | Carlos de Castro                  | Colorado      |
| 1899–1900 | José Batlle y Ordóñez             | Colorado      |
| 1901–1902 | Juan Carlos Blanco Fernández      | Colorado      |
| 1903      | José Batlle y Ordóñez             | Colorado      |
| 1904      | Juan P. Castro                    | Colorado      |
| 1905      | Juan Campisteguy                  | Colorado      |
| 1906      | Francisco Soca                    | Colorado      |
| 1907–1912 | Feliciano Viera                   | Colorado      |
| 1913      | Manuel Otero                      | Colorado      |
| 1914      | Blas Vidal (Sohn)                 | Colorado      |
| 1915–1918 | Ricardo Areco                     | Colorado      |
| 1920–1924 | José Espalter                     | Colorado      |
| 1925–1928 | Duvimioso Terra                   | Blanco        |
| 1929      | Ismael Cortinas                   | Blanco        |
| 1929      | Carlos María Morales              | Blanco        |
| 1930–1931 | Juan Bautista Morelli             | Blanco        |
| 1932      | Juan A. Ramírez                   | Blanco        |
| 1933      | Salvador Estradé                  | Colorado      |
| 1934–1937 | Alfredo Navarro                   | Colorado      |
| 1938–1941 | Augusto C. Bado                   | Colorado      |
| 1941–1943 | vakant (Staatsstreich)            |               |
| 1943      | Tomás Berreta                     | Colorado      |
| 1943–1947 | Alberto Guani                     | Colorado      |
| 1947      | Alfeo Brum                        | Colorado      |
| 1947      | Luis Batlle Berres                | Colorado      |
| 1947–1948 | César Charlone                    | Colorado      |
| 1948–1950 | César Mayo Gutiérrez              | Colorado      |
| 1950      | Eduardo Blanco Acevedo            | Colorado      |
| 1951      | Antonio Rubio                     | Colorado      |
| 1951–1952 | Alfeo Brum                        | Colorado      |
| 1952      | Juan Francisco Guichón            | Colorado      |
| 1952–1955 | Alfeo Brum                        | Colorado      |
| 1955–1959 | Ledo Arroyo Torres                | Colorado      |
| 1959–1963 | Juan Carlos Raffo Frávega         | Blanco        |
| 1963–1967 | Martín Recaredo Echegoyen         | Blanco        |
| 1967      | Jorge Pacheco Areco               | Colorado      |
| 1967–1972 | Alberto Abdala                    | Colorado      |
| 1972–1973 | Jorge Sapelli                     | Colorado      |
| 1973–1985 | Militärregierung – ohne Parlament |               |
| 1985–1990 | Enrique Tarigo                    | Colorado      |
| 1990–1995 | Gonzalo Aguirre                   | Blanco        |
| 1995–1997 | Hugo Batalla                      | Colorado      |
| 1997–2000 | Hugo Fernández Faingold           | Colorado      |
| 2000–2005 | Luis Antonio Hierro López         | Colorado      |
| 2005–2010 | Rodolfo Nin Novoa                 | Frente Amplio |
| 2010–2015 | Danilo Astori                     | Frente Amplio |
| 2015–2017 | Raúl Fernando Sendic              | Frente Amplio |
| 2017–2020 | Lucía Topolansky                  | Frente Amplio |
| 2020–     | Beatriz Argimón                   | Blanco        |